# Goldhanger
Goldhanger is een civil parish in het bestuurlijke gebied Maldon, in het Engelse graafschap Essex. In 2001 telde het dorp 647 inwoners.